# كايل ماكليود
كايل ماكليود (بالإنجليزية: Kyle MacLeod)‏ (23 ديسمبر 1992 في الولايات المتحدة - ) هو لاعب كرة قدم أمريكي في مركز الهجوم.

## وصلات خارجية
- كايل ماكليود على موقع قاعدة بيانات كرة القدم.إي يو (الإنجليزية)